# Thomas Greiner
Thomas Greiner (Dresde, RDA, 3 de mayo de 1963) es un deportista de la RDA que compitió en remo.
Participó en los Juegos Olímpicos de Seúl 1988, obteniendo una medalla de oro en la prueba de cuatro sin timonel. Ganó siete medallas en el Campeonato Mundial de Remo entre los años 1982 y 1990.
En 1991 recibió la Medalla Thomas Keller de la FISA.

## Palmarés internacional
| Juegos Olímpicos   | Juegos Olímpicos         | Juegos Olímpicos  | Juegos Olímpicos   |
| Año                | Lugar                    | Medalla           | Prueba             |
| ------------------ | ------------------------ | ----------------- | ------------------ |
| 1988               | Seúl (Corea del Sur)     | Medalla de oro    | Cuatro sin timonel |
| Campeonato Mundial |                          |                   |                    |
| Año                | Lugar                    | Medalla           | Prueba             |
| 1982               | Lucerna (Suiza)          | Medalla de oro    | Cuatro con timonel |
| 1983               | Duisburgo (RFA)          | Medalla de oro    | Dos con timonel    |
| 1985               | Malinas (Bélgica)        | Medalla de bronce | Cuatro sin timonel |
| 1986               | Nottingham (Reino Unido) | Medalla de bronce | Dos con timonel    |
| 1987               | Copenhague (Dinamarca)   | Medalla de oro    | Cuatro sin timonel |
| 1989               | Bled (Yugoslavia)        | Medalla de oro    | Cuatro sin timonel |
| 1990               | Tasmania (Australia)     | Medalla de bronce | Cuatro sin timonel |